# Diethelm Klippel
Diethelm Klippel (* 7. Januar 1943 in Trier; † 5. Februar 2022 in Bayreuth) war ein deutscher Rechtswissenschaftler und Hochschullehrer.

## Leben
Klippel studierte Rechtswissenschaft, Politologie, Soziologie und Neuere Geschichte an den Universitäten Marburg, Nottingham und Gießen. 1975 erfolgte die Promotion zum Dr. iur. in Gießen. 1982 habilitierte er sich bei Dieter Schwab in Regensburg.
Nach Professuren in Gießen (Zivilrecht) und Bielefeld (Bürgerliches Recht, Handelsrecht und Deutsche Rechtsgeschichte) erhielt Klippel 1987 den Lehrstuhl für Bürgerliches Recht sowie Deutsche und Europäische Rechtsgeschichte an der Justus-Liebig-Universität Gießen. Von 1995 bis 2012 war er Ordinarius für Bürgerliches Recht und Rechtsgeschichte an der Universität Bayreuth. Zudem war er Sprecher des Leitungsgremiums des DFG-Graduiertenkollegs Geistiges Eigentum und Gemeinfreiheit an der Universität Bayreuth. Im Kollegjahr 2000/2001 war Klippel Forschungsstipendiat am Historischen Kolleg in München. Von 2001 bis 2006 war er Vorsitzender der Vereinigung für Verfassungsgeschichte, außerdem war er Fachherausgeber der Enzyklopädie der Neuzeit. Nach seiner Emeritierung in Bayreuth war Klippel Dekan der Rechtswissenschaftlichen Fakultät der Privaten Universität im Fürstentum Liechtenstein.
Bei Klippel habilitierten sich Heiner Lück, Louis Pahlow, Sylvia Kesper-Biermann, Jens Eisfeld und Michael Zwanzger.
Klippel heiratete 1978 und hatte drei Kinder.

## Funktion in der Kommission „Selbstkontrolle in der Wissenschaft“
Als zuständiger Ombudsmann der Universität Bayreuth befasste sich Klippel gemeinsam mit der Kommission „Selbstkontrolle in der Wissenschaft“ ab Februar 2011 mit Fragen „wissenschaftlichen Fehlverhaltens“, die sich aus dem „Fall Guttenberg“ ergaben. Gegen den Bundesverteidigungsminister Karl-Theodor zu Guttenberg waren im Zusammenhang mit dessen juristischer Dissertation (mit dem Titel Verfassung und Verfassungsvertrag) von 2007 an der Bayreuther Universität Plagiatsvorwürfe erhoben worden. Klippel war selbst Vorsitzender der Prüfungskommission im Promotionsverfahren von Guttenberg gewesen. Die Universität Bayreuth gab am 23. Februar 2011 bekannt, dass gemäß dem Beschluss der Promotionskommission der Rechts- und Wirtschaftswissenschaftlichen Fakultät Guttenberg der Doktorgrad aberkannt werde, da er in seiner Dissertation „in erheblichem Umfang“ gegen wissenschaftliche Pflichten verstoßen habe. Im Zusammenhang mit der Affäre äußerte sich Klippel in der Süddeutschen Zeitung mit einem Beitrag zum Verhältnis zwischen Doktorand und Doktorvater.

## Schriften (Auswahl)
Monographien
- Politische Freiheit und Freiheitsrechte im deutschen Naturrecht des 18. Jahrhunderts (= Rechts- und Staatswissenschaftliche Veröffentlichungen der Görres-Gesellschaft, Neue Folge, Heft 23). Schöningh, Paderborn 1976, ISBN 3-506-73323-0.
- Der zivilrechtliche Schutz des Namens. Eine historische und dogmatische Untersuchung (= Rechts- und Staatswissenschaftliche Veröffentlichungen der Görres-Gesellschaft, Neue Folge, Heft 45). Schöningh, Paderborn 1985, ISBN 3-506-73345-1 (online).
- Juristische Zeitgeschichte. Die Bedeutung der Rechtsgeschichte für die Zivilrechtswissenschaft (= Gießener rechtswissenschaftliche Abhandlungen, Band 4). Brühlscher Verlag, Gießen 1985, ISBN 3-922300-28-6.
- Naturrecht und Rechtsphilosophie im 19. Jahrhundert. Eine Bibliographie, 1780 bis 1850. Mohr Siebeck, Tübingen 2012, ISBN 978-3-16-152081-5.

Herausgebertätigkeit
- Mitherausgeber der Zeitschrift für Neuere Rechtsgeschichte (ZNR) (Manz Verlag)
- Mitherausgeber der Zeitschrift für Geistiges Eigentum (ZGE)
- Mitherausgeber der Schriftenreihe Geistiges Eigentum und Wettbewerbsrecht (Mohr Siebeck)
- Mitherausgeber der Rechtshistorischen Reihe (Peter Lang Verlag)
- (Hrsg.) Naturrecht und Staat. Politische Funktionen des europäischen Naturrechts (17.–19. Jahrhundert) (= Schriften des Historischen Kollegs. Kolloquien. Band 57). München 2006, ISBN 978-3-486-57905-5 (Digitalisat).